# Јован Дучић
Јован Дучић (Требиње, 15. фебруар 1874 — Гери, 7. април 1943) био је српски и југословенски песник-дипломата и академик.
У дипломатији је био активан преко три деценије (1909-1941) у десет градова. Први је српски и југословенски дипломата са титулом амбасадора.
Један је од најзначајнијих песника српског модернизма и најзначајнији лиричар. Био је један од оснивача Народне одбране, националне невладине организације у Краљевини Србији. Прву збирку песама Дучић је објавио у Мостару 1901. године у издању мостарске Зоре, затим другу у Београду 1908. године у издању Српске књижевне задруге. Писао је доста и у прози: неколико литерарних есеја и студија о писцима, Благо цара Радована и песничка писма из Швајцарске, Грчке и Шпаније.

## Биографија
О његовој години рођења постоје спорови и нејасноће. Перо Слијепчевић наводи да је Дучић рођен, највероватније, 1872. године у Требињу. Већи број истраживача тврди да је рођен 1874. Светозар Ћоровић у својим сећањима наводи (према М. Милошевићу, Рани Дучић) да је Дучићева година рођења 1872. године. Датум рођења би могао да буде 15. јун или 15. јул. САНУ као датум рођења наводи 5/17. фебруар 1871. Према скорије пронађеним документима сматра се да је рођен 15. фебруара 1874.
Дучићев отац Андрија био је трговац. Погинуо је у Херцеговачком устанку 1875. године, а сахрањен у Дубровнику. Мајка Јованка је умрла 1900. године. Поред Јована и Милене имала је двоје деце из првог брака са Шћепаном Глоговцем (Ристу и Соку). Основну школу похађао је у месту рођења. Када се породица преселила у Мостар, уписује трговачку школу. Учитељску школу похађа у Сарајеву 1890—1891. године и Сомбору где матурира 1893. Учитељевао је кратко време по разним местима, између осталог у Бијељини, одакле су га аустроугарске власти протерале због патриотских песама Отаџбина („Не трза те ужас б’једе, нит’ те трза ужас рана/Мирно спаваш, мила мајко, тешким санком успавана“) и Ој Босно. Због њих Дучић бива стављен под истрагу, а затим, у мају 1894. године, власти га протерују из града. Одмах након прогонства, Дучић је имао проблема да оствари нову учитељску службу, па се запошљава у манастирској школи у Житомислићу.
Као учитељ ради у Мостару од 1895. до 1899. Члан је друштва Гусле. У друштву са Шантићем створио је књижевни круг и покренуо часопис Зора. Последње године боравка у Мостару, заједно са пријатељем и писцем Светозаром Ћоровићем, ухапшен је и отпуштен са посла. Исте године одлази на студије у Женеву, на Филозофско-социолошки факултет. Провео је скоро десет година на страни, највише у Женеви и Паризу. За то време одржава везе са пријатељима писцима из Мостара, упознаје Скерлића у Паризу, сарађује са многим листовима и часописима (Летопис, Зора, Српски књижевни гласник). На женевском универзитету је свршио права и потом се вратио у Србију. Године 1907. у Министарству иностраних дела Србије добија службу писара. Када је 1908, како је касније писао у Политици, „избачен из Министарства у интересу штедње”, запослио се у том листу. Уређивао је књижевну хронику, умешно писао и ликовне критике, пратио дневне токове позоришног живота, али и писао уводнике попут ратног прогласа ”Београђани, отаџбина је у опасности!”, када је 23. септембра 1908. позвао на велики збор против аустроугарске анексије Босне и Херцеговине. Од 1910. је у дипломатској служби. Те године постављен је за аташеа у посланству у Цариграду, а исте године прелази на исти положај у Софији. Од 1912. до 1927. службује као секретар, аташе, а потом као отправник послова у посланствима у Риму, Атини, Мадриду и Каиру (1926—1927), као и делегат у Женеви у Друштву народа. Потом је привремено пензионисан. Две године касније враћен је на место отправника послова посланства у Каиру.
Прву збирку песама објавио је у Мостару 1901. у издању мостарске Зоре, затим другу у Београду 1908. у издању Српске књижевне задруге, као и две књиге у сопственом издању, стихови и песме у прози – Плаве легенде и Песме. Писао је доста и у прози: неколико литерарних есеја и студија о писцима, Благо цара Радована и песничка писма из Швајцарске, Грчке, Шпаније итд.
Биран је за дописног члана Српске краљевске академије, а за редовног члана изабран је 1931. Следеће године постављен је за посланика у Будимпешти. Од 1933. до 1941. прво је посланик у Риму, потом у Букурешту, где је 1939. године постављен за првог југословенског дипломату у рангу амбасадора, а до распада Југославије посланик је у Мадриду.
У доба инвазије и касније окупације Југославије 1941. године Јован Дучић је био опуномоћени посланик краљевине Југославије у Мадриду. Пошто је Шпанија признала НДХ, тиме прекинувши дипломатске односе с Југославијом, у јуну 1941. Дучић се повукао у неутралну Португалију, у Лисабон одакле је, у августу исте године отишао у САД у град Гери, Индијана, где је живео његов рођак Михајло. Од тада до своје смрти две године касније, водио је организацију у Илиноису, која је представљала српску дијаспору у Америци. За то време писао је песме, политичке брошуре и новинске чланке погођен развојем ситуације у Југославији и страдањем српског народа, осуђивао је геноцид над Србима који је вршила хрватска усташка влада. У чланку Велика Србија и Србија Велика Дучић објашњава да нико од Србија није желео Велику Србију која би тлачила друге народе, већ Србију велику, значајну и успешну државу, без Хрвата у сваком јарму или срцу. Сматрао је да би у случају остварења другачијег сценарија српски народ чекале нове капитулације, проблеми и упропашћење свих илузија потребних народу који увек мора да верује.
Умро је 7. априла 1943. у Герију. Његови посмртни остаци пренесени су исте године у порту српског православног манастира Светог Саве у Либертивилу, САД. Његова жеља је била да га сахране у његовом родном Требињу. Ова последња жеља Јована Дучића испуњена је 22. октобра 2000. када је поново сахрањен у Херцеговачкој Грачаници.

## О Дучићевој поезији
Као и Шантић, Дучић је у почетку свога песничког стварања био под утицајем Војислава Илића; али кад је отишао на страну, он се тога утицаја сасвим ослободио и изградио своју индивидуалну лирику према узорима француских парнасоваца, декадената и нарочито симболиста. У доба општег култа према моди са Запада, његова је поезија одиста значила новину и освежење, и у мотивима и у изражају.
Место снова, патњи, чежњи и дражи на свом тлу, у идеалима своје расе, он чудном и сјајном гипкошћу узима туђи, западни и латински идеал лепоте и живота, западни естетизам, отмен и виртуозан али хладан, лишен дубоких заноса и узвишене етике. Он открива сасвим нове мотиве у нашој поезији, дотле неслућене, ретка осећања, бизарна, префињена. Чак и лична расположења, своју еротику на пример, он неће рећи једноставно нити ће дозволити да изгледа обична. Он има двоструки страх: од вулгарности мисли и осећања и вулгарности израза. Снага и лепота његове поезије је у изражају. Он је песника схватио као „кабинетског радника и ученог занатлију на тешком послу риме и ритма“.
Наћи најсавршенији изражај, то је врховно начело његове поезије. У обради, он је одиста надмашио све што је до њега стварано у нашој лирици, толико је он јак у изразу, отмен, дискретан, духовит и љубак. Његова поезија блешти сликовитошћу и мелодичним ритмом. Она је толико неодољива својим обликом и толико је суверено владала, да су се најмлађи песници почели бунити против ње, осећајући и сами њен чар и њен притисак уједно.
Основни тон целе поезије Јована Дучића има нечега магловитог, мутног, далеког. Љубав коју он пева иста она коју је Ламартини певао, која се збива незнано где, незнано кад, негде далеко, у плавој земљи снова. Има у њима нечега флуидног, таласавог, оне карактеристичне неодређености најновије модерне поезије, нешто што подсећа на Берленове Романсе без речи. Видите само које су његове омиљене речи, оне које се сваки час понављају: мутан, мрачан, блед, сив, суморан, пуст, мртав, шум, тама, осама. У музици и асоцијацији ових речи налази се већи део Дучићевих песама.

## Задужбинарство
Дучић је имао визију да од Требиња учини град-музеј на отвореном. Током 1934. и 1935. Дучић је послао неколико сандука са артефактима и уметнинама за градски музеј у Требињу. Највећи део збирке чине саркофази и скулптуре. Дао је нацрт за споменик "Херојима за слободу" 1938. Библиотеци града Требиња поклонио је 5000 књига, од којих многе имају посвете значајних српских књижевника које је Дучић познавао.
Целог живота је сакупљао уметничке слике. У свом тестаменту све слике и намештај је завештао Музеју града Требиње. Након његове смрти организована је аукција на којој је главница збирке распродана на аукцијама са циљем да се сакупе средства за изградњу гробне цркве у Требињу и преношење посмртних остатака. Од читаве колекције тек две слике из 16. и 17. века се данас налазе у требињском музеју.

## Приватни живот
У јесен 1893. године, на балу у тек саграђеном хотелу Дрина у Бијељини, млади и амбициозни учитељ Дучић сусреће тек свршену ученицу Трговачке школе Магдалену Николић. С њом се тајно верио 5. новембра 1893. године, а њихова преписка ће се наставити и након Дучићевог одласка из Бијељине и преласка у Мостар на учитељовање од 1895. до 1899. године.
Један део те кореспонденције је сачуван, као и писмо које је Дучићев пријатељ и песник Алекса Шантић упутио Магдалени 6. априла 1901. године молећи је да помогне у прикупљању претплате за своје Песме. Љиљана Лукић, професорка у пензији, чува у личном власништву преписку између Дучића и Магдалене.
Професорка Љиљана Лукић наводи да је Дучић кратко становао у кући Магдалене Николић која је живела са сестром. После раскида са Дучићем, Магдалена се зарекла да никада више неће изаћи из куће. „Као каква романескна хероина, живела је од успомена и једине срећне тренутке налазила је у читању писама и песама човека кога је волела“, закључује професорка Лукић. Дучићева тајна вереница у аманет је оставила да јој након смрти на споменик уклешу следеће речи, које се и дан данас читају на бијељинском гробљу: „Мага Николић-Живановић, 1874-1957, сама песник и песника Јове Дучића прво надахнуће“. Двадесет година пре Магдаленине смрти, Дучићу је, док је био опуномоћени министар Краљевине Југославије, стигла молба која сведочи о дубоком трагу који је Дучић оставио у Бијељини. Певачко друштво Србадија тражила је од министра помоћ за изградњу дома за потребе друштва. „На првом месту, у овоме идеалном послу, друштво је слободно да Вам саопшти да би желело и да би било срећно, ако види да ваш дом ’Србадије’ буде сазидан и назван Задужбина песника Јована Дучића-Србадија“, стоји између осталог у писму послатом 1937. упућеног министру Дучићу. На маргини писма стоји Дучићев рукопис: „Послао 6. децембра 1937. године прилог од 1000 дин. Молио да неизоставно назову свој дом именом великог песника Филипа Вишњића, њиховог најближег земљака“.
Јован Дучић и Алекса Шантић су били блиски пријатељи и водили су коресподенцију.
Амбасада Србије у Мађарској налази се у кући коју је Јован Дучић добио на поклон од једне Мађарице, а потом је поклонио држави.
Из љубавне везе са глумицом Јованком Јовановић имао је ванбрачног сина Јовицу који се као млад убио.
У Женеви је провео седам година живота и ту му је подигнута спомен плоча 2018. године.
За родно Требиње је писао да је „после Београда можда најистакнутији град који имамо”.

## Наслеђе
Награда Јован Дучић је установљена као награда за песништво. Додељује се сваке године током манифестације Дучићеве вечери у Требињу.
Српска академија наука и уметности је 2021. годину посветила Јовану Дучићу. У оквиру тога је у Галерији САНУ одржана двомесечна изложба посвећена Јовану Дучићу, док је 9. и 10. децембра 2021. одржан завршни скуп.
По Дучићу су назване:
- Народна библиотека „Јован Дучић“ у Калиновику
- Гимназија „Јован Дучић“
- Библиотека „Јован Дучић” (Барајево)
- ОШ „Јован Дучић” Петроварадин
- ОШ „Јован Дучић” Роћевићи
- ОШ „Јован Дучић” Нови Београд
- ОШ „Јован Дучић” Залужани
- ОШ „Јован Дучић” Бијељина

## Награде и одликовања
- Орден Светог Саве првог реда[25]
- Орден југословенске круне првог реда[25]
- Орден Спаситеља другог реда, Грчка[25]
- Орден италијанске круне, Краљевина Италија[25]
- Орден Нила, Египат[25]
- Орден Христовог реда, првог реда, Португал
- Орден румунске звезде, Румунија[25]
- Орден белог лава, Чехословачка[25]
- Орден за заслуге Краљевина Мађарске[25]
- Члан књижевног друштва Парнасос, Грчка[26]
- Почасни члан друштва енглеских књижевника у Лондону[14]

## Дела
- Пјесме, књига прва, издање уредништва Зоре у Мостару, 1901.
- Песме, Српска књижевна задруга, Коло XVII, књ. 113. Београд, 1908.
- Песме у прози, Плаве легенде, писано у Женеви 1905. Београд, 1908.
- Песме (штампа „Давидовић“), Београд, 1908.
- Песме, издање С. Б. Цвијановића, Београд, 1911.
- Сабрана дела, Књ. I-V. Библиотека савремених југословенских писаца, Београд, Издавачко предузеће „Народна просвета“ (1929—1930).
  - Књ.  Песме сунца (1929)
  - Књ.  Песме љубави и смрти (1929)
  - Књ.  Царски сонети (1930)
  - Књ.  Плаве легенде (1930)
  - Књ.  Градови и химере (1930)
  - Књ.  Благо цара Радована: књига о судбини, Београд, издање пишчево, 1932. (тј. окт. 1931[27])
- Градови и химере, (Путничка писма), Српска књижевна задруга, Коло XLII, Књ. 294. Београд, 1940.
- Федерализам или централизам: Истина о “спорном питању“ у бившој Југославији, Централни одбор Српске народне одбране у Америци, Чикаго, 1942.
- Југословенска идеологија: истина о “југославизму“, Централни одбор Српске народне одбране у Америци, Чикаго, 1942.
- Лирика, издање пишчево, Питсбург, 1943.
- Сабрана дела, Књ. X Један Србин дипломат на двору Петра Великог и Катарине I – Гроф Сава Владиславић – Рагузински, Питсбург, 1943.
- Сабрана дела, Књ. VII-IX (Одабране стране). Рукописе одабрали Ј. Ђоновић и П. Бубрешко. Издање Српске народне одбране у Америци, Чикаго, 1951.
- Сабрана дела, (уредили Меша Селимовић и Живорад Стојковић), Свјетлост, Сарајево, 1969.
- Сабрана дела, (уредили Меша Селимовић и Живорад Стојковић. Прегледао и допунио Живорад Стојковић), БИГЗ, Свјетлост, Просвета, Београд-Сарајево, 1989.

## Галерија
- Дучић са члановима породице (стоји у средини)
- Текст Дучићеве песме Аве Србија
- Александар Дероко - Скица за спомен-гробницу Јована Дучића, 1960.
- Изложба посвећена Дучићу у Галерији САНУ - Трагање за новим, 2021.
- Изложба посвећена Дучићу у Галерији САНУ - Трагање за новим, 2021.
- Дипломатски рад Јована Дучића
- Писмо Исидоре Секулић Јовану Дучићу, 1931.
- Скице Јована Дучића за споменик мученицима и борцима за слободу, 1938.
- Верзије тестамента Јована Дучића
- Канадски и Амерички Србобран о Дучићу